# Hélicoptères Kazan
Hélicoptères Kazan  (en russe ОАО "Казанский вертолетный завод")  est une société russe implantée à Kazan en République du Tatarstan près de l'Oural  qui est un des trois centres de production du constructeur d'hélicoptères Mil elle-même rattachée à la holding Hélicoptères de Russie. Hélicoptères Kazan construit les modèles Mi-8, Mi-17, Mi-38 développés par Mil ainsi que l'hélicoptère léger Ansat conçu localement.

## Galerie

Hélicoptères produits par la société
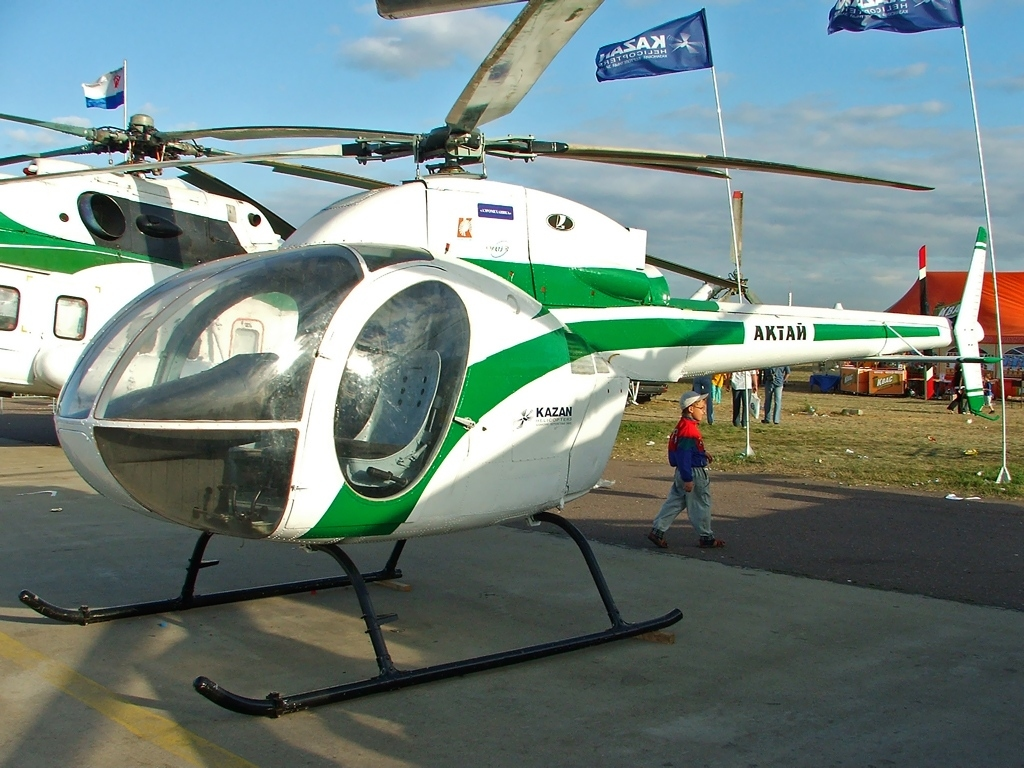
Kazan Aktai
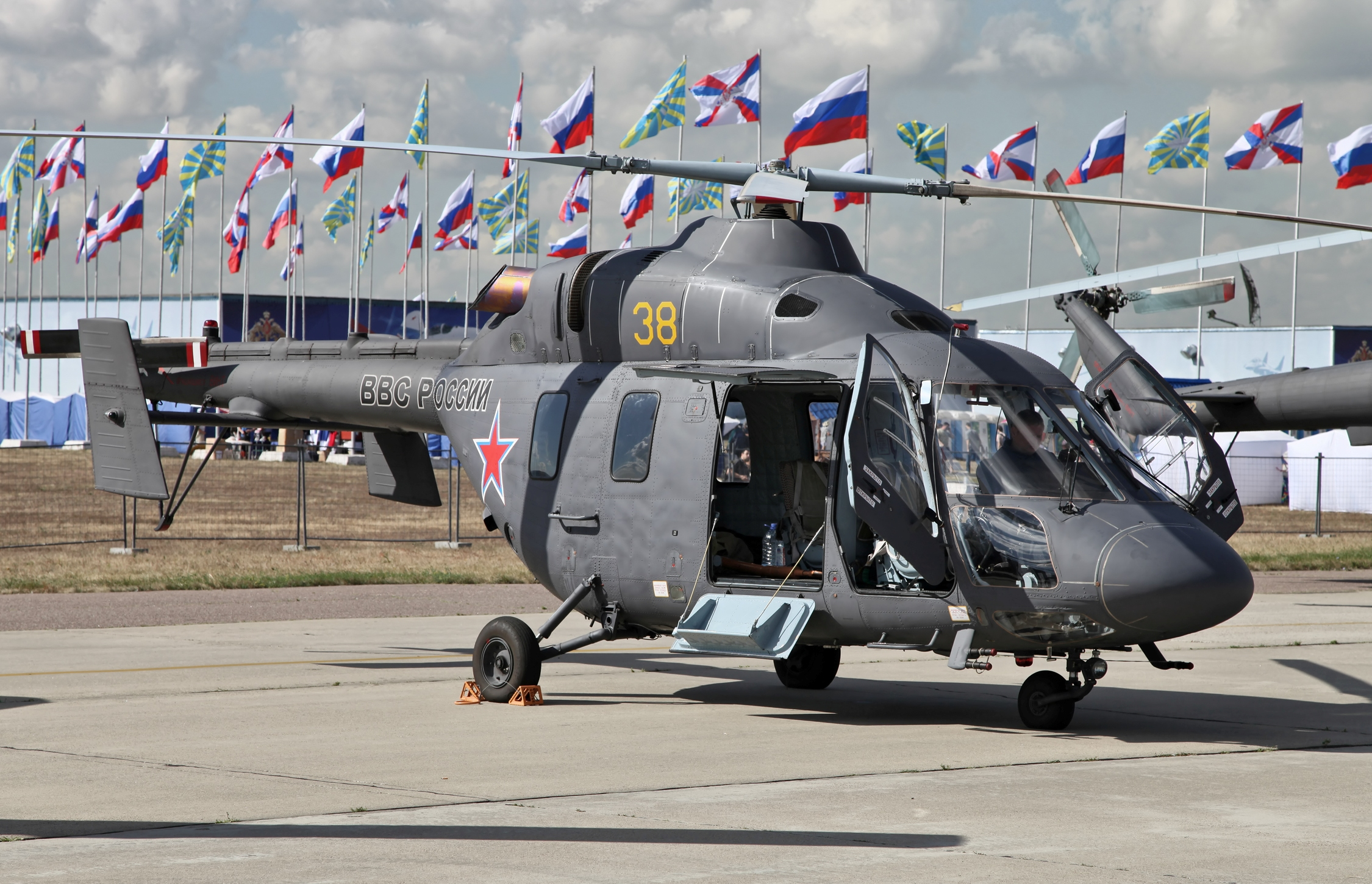
Kazan Ansat
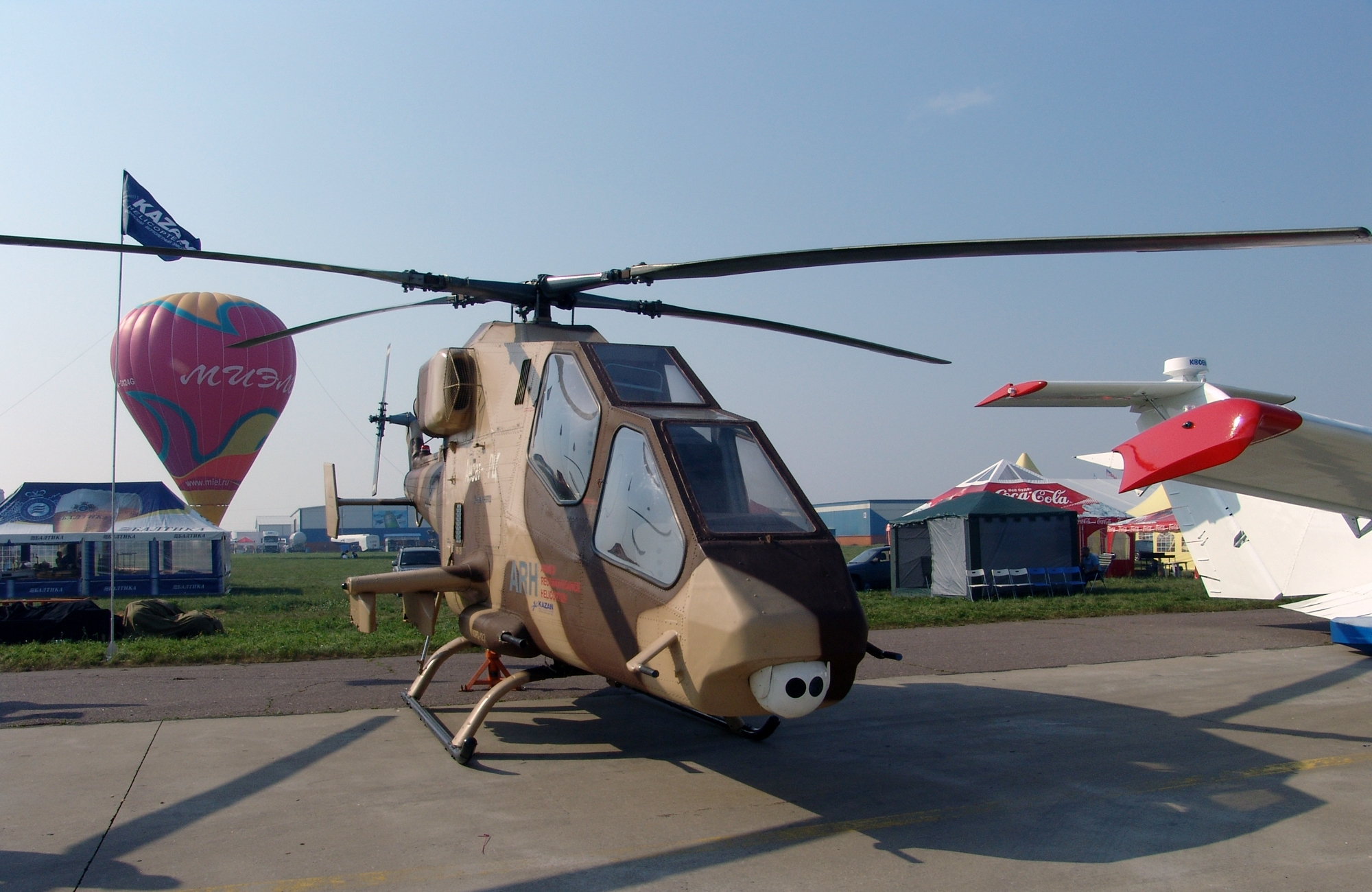
Kazan Ansat-2RC